# Adib Jatene
Adib Domingos Jatene (Xapuri, 4 de junio de 1929 – São Paulo, 14 de noviembre de 2014) fue un notable cirujano torácico y profesor brasileño. Es recordado como inventor de la Operación de cambio arterial (ASO en sus siglas en inglés o también llamado Cambio arterial Jatene), una técnica quirúrgica para corregir la transposición de los grandes vasos en recién nacidos.

## Biografía
Jatene nació el 4 de junio de 1929 en la ciudad de Xapuri en el estado brasileño de Acre. Hijo de una pareja de inmigrantes libaneses, Domingos Antonio Jatene y Anice Adib Jatene. Su padre era un comerciante de extractores de caucho. El padre de Jatene murió de fiebre amarilla cuando Jatene tenía 2 años. Posteriormente, la familia se mudó a la ciudad de Uberlândia en el estado brasileño Minas Gerais donde su madre estableció un negocio.
En 1947, Jatene se trasladó a São Paulo, donde estudió ciencias en el Colégio Bandeirantes de São Paulo. A la edad de 23 años, Jatene se graduó de la Facultad de Medicina de Universidad de São Paulo. Después de graduarse, permaneció en São Paulo durante dos años de formación en cirugía cardíaca en el Hospital de Clínicas de la Universidad de São Paulo bajo la dirección de Euryclides de Jesus Zerbini hasta 1955. Jatene fue uno de los fundadores del Instituto do Coração da Universidade de São Paulo. 
Después dio al salto a la político. Primero como Secretario de Salud de la ciudad de São Paulo y posteriormente como Ministro de Salud de Brasil en el gabinete de Fernando Henrique Cardoso. Durante su cargo como ministro, idealizó el impuesto CPMF destinado a financiar el sistema de salud.

## Muerte
Jatene murió el 14 de noviembre de 2014 por un ataque al corazón en São Paulo, a la edad de 85 años.